# María Eugenia Vidal
María Eugenia Vidal (sinh ngày 8 tháng 9 năm 1973)  là một chính trị gia người Argentina, bà được bổ nhiệm làm Bộ trưởng Bộ Phát triển Xã hội của thành phố Buenos Aires và năm 2011 được bầu làm Phó Thị trưởng. Bà là Thống đốc hiện tại của tỉnh Buenos Aires, là người phụ nữ  đầu tiên từ năm 1987 được bầu vào chức vụ này.

## Cuộc đời
Vidal được sinh ra ở Buenos Aires. Cô được nuôi dưỡng ở phường Flores và ghi danh vào Đại học Công giáo Pontifical của Argentina, lấy bằng về lĩnh vực Khoa học Chính trị. Cô gặp Ramiro Tagliaferro, một bạn học ở trường đại học, và họ kết hôn vào năm 1998; cặp vợ chồng có một con trai và hai con gái.
Cô bắt đầu sự nghiệp của mình ở Grupo Sophia. Cô cũng là một thành viên của nhóm nghiên cứu tại Washington D.C., The Inter-American Dialogue. Vidal được bầu vào Cơ quan Lập pháp thành phố Buenos Aires năm 2003, và được bổ nhiệm làm Chủ tịch Ủy ban Phụ nữ và Thanh niên. Cô phục vụ trong Phòng Nhân sự tại PAMI (dịch vụ bảo hiểm y tế quốc gia dành cho người già và người khuyết tật), và là cố vấn cho ANSES (chính quyền an sinh xã hội), cũng như các Bộ Phát triển Xã hội và Quan hệ Đối ngoại của quốc gia.
Vidal đã được đưa vào danh sách đảng Cộng hòa đề xuất (PRO) như là một ứng cử viên cho vị trí trong Phòng đại biểu Argentina của tỉnh Buenos Aires năm 2005, mặc dù không thành công; sau đó bà được bầu vào cơ quan lập pháp thành phố Buenos Aires. Cô yêu cầu nghỉ thai sản từ trước ngày 10 tháng 12 khi cô cho sinh đứa con thứ ba, và nhậm chức vào ngày 27 tháng 5 năm 2008.